# Atarba lloydi
Atarba lloydi är en tvåvingeart som först beskrevs av Alexander 1913.  Atarba lloydi ingår i släktet Atarba och familjen småharkrankar.
Artens utbredningsområde är Colombia. Inga underarter finns listade i Catalogue of Life.